# Lý Khắc (cầu thủ bóng đá)
Lý Khắc (tiếng Trung: 李可; bính âm: Lǐ Kě ), tên khai sinh là Nicholas Harry Yennaris, sinh ngày 24 tháng 1993. Là một cầu thủ bóng đá người Trung Quốc gốc Anh thi đấu ở vị trí tiền vệ phòng ngự cho Bắc Kinh Quốc An và đội tuyển quốc gia Trung Quốc. Lý Khắc bắt đầu sự nghiệp của mình trong Học viện Arsenal F.C. và trở nên nổi tiếng ở Football League với Brentford.
Lý Khắc đã được mô tả là một "cầu thủ phòng ngự gồ ghề, tất cả các hành động, với một tâm lý tích cực, chiến thắng" và được 10 lần khoác áo đội tuyển Anh từ cấp độ U17 đến U19. Yennaris được sinh ra với mẹ là người Khách Gia Trung Quốc và cha là người Síp gốc Hy Lạp ở Anh và đủ điều kiện để đại diện cho cả ba đội tuyển quốc gia ở giải quốc tế. Sau khi gia nhập Bắc Kinh Quốc An vào năm 2019, anh đã nhập quốc tịch Trung Quốc và lấy tên là Lý Khắc. Anh ấy đã có trận ra mắt quốc tế cho Trung Quốc vào cuối năm 2019.

## Sự nghiệp câu lạc bộ

### Arsenal

#### Sự nghiệp cầu thủ trẻ
Yennaris gia nhập Học viện Arsenal F.C vào tháng 5 năm 2001 khi mới 7 tuổi và tiến bộ qua các cấp bậc. Anh bắt đầu sự nghiệp của mình với vị trí tiền đạo và được chuyển trở lại vị trí tiền vệ trung tâm, trước khi được chuyển sang hậu vệ cánh. Chấn thương năm 2008 đã ngăn cản sự tiến bộ của anh và câu lạc bộ đã lên kế hoạch bán anh chỉ vài tuần trước khi anh ấy nhận học bổng hai năm vào năm 2009.Yennaris đã giành được chiếc cúp bạc đầu tiên của mình với câu lạc bộ khi anh là đội trưởng của đội U18 và đã chức vô địch Premier Academy League 2009-10.Yennaris ký hợp đồng chuyên nghiệp đầu tiên vào tháng 7 năm 2010, nhưng đã bỏ lỡ phần lớn mùa giải 2010-11 với một vấn đề lâu dài ở mắt cá chân.

## Sự nghiệp quốc tế

### Câu lạc bộ
| CLB                      | Mùa Giải | Giải                 | Giải | Giải | National Cup | National Cup | League Cup | League Cup | Continental | Continental | Khác | Khác | Tổng | Tổng |
| CLB                      | Mùa Giải | Giải                 | ST   | BT   | ST           | BT           | ST         | BT         | ST          | BT          | ST   | BT   | ST   | BT   |
| ------------------------ | -------- | -------------------- | ---- | ---- | ------------ | ------------ | ---------- | ---------- | ----------- | ----------- | ---- | ---- | ---- | ---- |
| Arsenal                  | 2011–12  | Premier League       | 1    | 0    | 1            | 0            | 1          | 0          | 0           | 0           | —    | —    | 3    | 0    |
| Arsenal                  | 2012–13  | Premier League       | 0    | 0    | 0            | 0            | 1          | 0          | 0           | 0           | —    | —    | 1    | 0    |
| Arsenal                  | 2013–14  | Premier League       | 0    | 0    | 0            | 0            | 0          | 0          | 0           | 0           | —    | —    | 0    | 0    |
| Arsenal                  | Tổng     | Tổng                 | 1    | 0    | 1            | 0            | 2          | 0          | 0           | 0           | —    | —    | 4    | 0    |
| Notts County (Mượn)      | 2011–12  | League One           | 2    | 0    | —            | —            | —          | —          | —           | —           | —    | —    | 2    | 0    |
| Bournemouth (Mượn)       | 2012–13  | Championship         | 0    | 0    | 0            | 0            | —          | —          | —           | —           | —    | —    | 0    | 0    |
| Brentford                | 2013–14  | League One           | 8    | 0    | —            | —            | —          | —          | —           | —           | —    | —    | 8    | 0    |
| Brentford                | 2014–15  | Championship         | 1    | 0    | 1            | 0            | 1          | 0          | —           | —           | 0    | 0    | 3    | 0    |
| Brentford                | 2015–16  | Championship         | 31   | 2    | 1            | 0            | 1          | 0          | —           | —           | —    | —    | 33   | 2    |
| Brentford                | 2016–17  | Championship         | 46   | 6    | 2            | 0            | 1          | 0          | —           | —           | —    | —    | 49   | 6    |
| Brentford                | 2017–18  | Championship         | 41   | 4    | 0            | 0            | 3          | 0          | —           | —           | —    | —    | 44   | 4    |
| Brentford                | 2018–19  | Championship         | 17   | 0    | 0            | 0            | 3          | 0          | —           | —           | —    | —    | 20   | 0    |
| Brentford                | Tổng     | Tổng                 | 144  | 12   | 4            | 0            | 9          | 0          | —           | —           | —    | —    | 157  | 12   |
| Wycombe Wanderers (Mượn) | 2014–15  | League Two           | 14   | 1    | —            | —            | —          | —          | —           | —           | 3    | 0    | 17   | 1    |
| Beijing Guoan            | 2019     | Chinese Super League | 25   | 2    | 2            | 0            | —          | —          | —           | —           | 0    | 0    | 27   | 2    |
| Beijing Guoan            | 2020     | Chinese Super League | 16   | 0    | 1            | 0            | —          | —          | 5           | 0           | —    | —    | 22   | 0    |
| Beijing Guoan            | 2021     | Chinese Super League | 3    | 0    | 0            | 0            | —          | —          | 0           | 0           | —    | —    | 3    | 0    |
| Beijing Guoan            |          |                      | 44   | 2    | 3            | 0            | —          | —          | 5           | 0           | —    | —    | 52   | 2    |
| Tổng                     | Tổng     | Tổng                 | 203  | 15   | 8            | 0            | 11         | 0          | 5           | 0           | 3    | 0    | 230  | 15   |

1. ↑  Appearances in League Two play-offs
2. ↑  Appearance in AFC Champions League

### Quốc Tế
| ĐTQG  | Năm  | ST | BT |
| ----- | ---- | -- | -- |
| China | 2019 | 5  | 0  |
| China | 2021 | 1  | 0  |
| Tổng  | Tổng | 6  | 0  |